# 華沙國家愛樂樂團
華沙國家愛樂樂團（波蘭語：Orkiestra Filharmonii Narodowej w Warszawie）是位於波蘭華沙的一家管弦樂團，成立於1901年。華沙國家愛樂樂團首次公演時伊格納奇·揚·帕德雷夫斯基也曾參加演出。二戰期間華沙國家愛樂樂團曾一度中止活動。1947年開始重新公演。

## 外部連結
- 官方网站（波兰語）（英文）
- Official service of sale of tickets
- （波兰語） www.warszawa1939.pl （页面存档备份，存于） The Warsaw Philharmonic edifice before the World War II.
- 華沙國家愛樂樂團在動畫新聞網百科全書中的資料（英文）
- Warsaw National Philharmonic Orchestra在MusicBrainz上的頁面（英文）